# Puigmal
Puigmal (em francês:  Puymal) chamado também Puigmal de Er (em catalão:  Puigmal d'Er, em francês:  Puymal d'Err) situada na Alta Cerdanha, sobre a fronteira Espanha-França, é a segunda montanha mais alta da Catalunha e a mais alta da província de Girona. Tem 2909,6 m de altitude, 1333 m de proeminência topográfica e 25,69 km de isolamento topográfico..
Localiza-se entre os municípios de Queralbs (Ripollès, Girona) e Err (Alta Cerdanha, Pirenéus Orientais) e é o mais alto dos cumes que formam a "Gran Olla" que rodeia o Vale de Nuria. É um cume amplo e arredondado, cuja ascensão é simples se as condições meteorológicas não forem adversas. No cume há uma cruz de ferro e uma placa com versos do poeta e sacerdote Jacint Verdaguer.

## Ligações externas

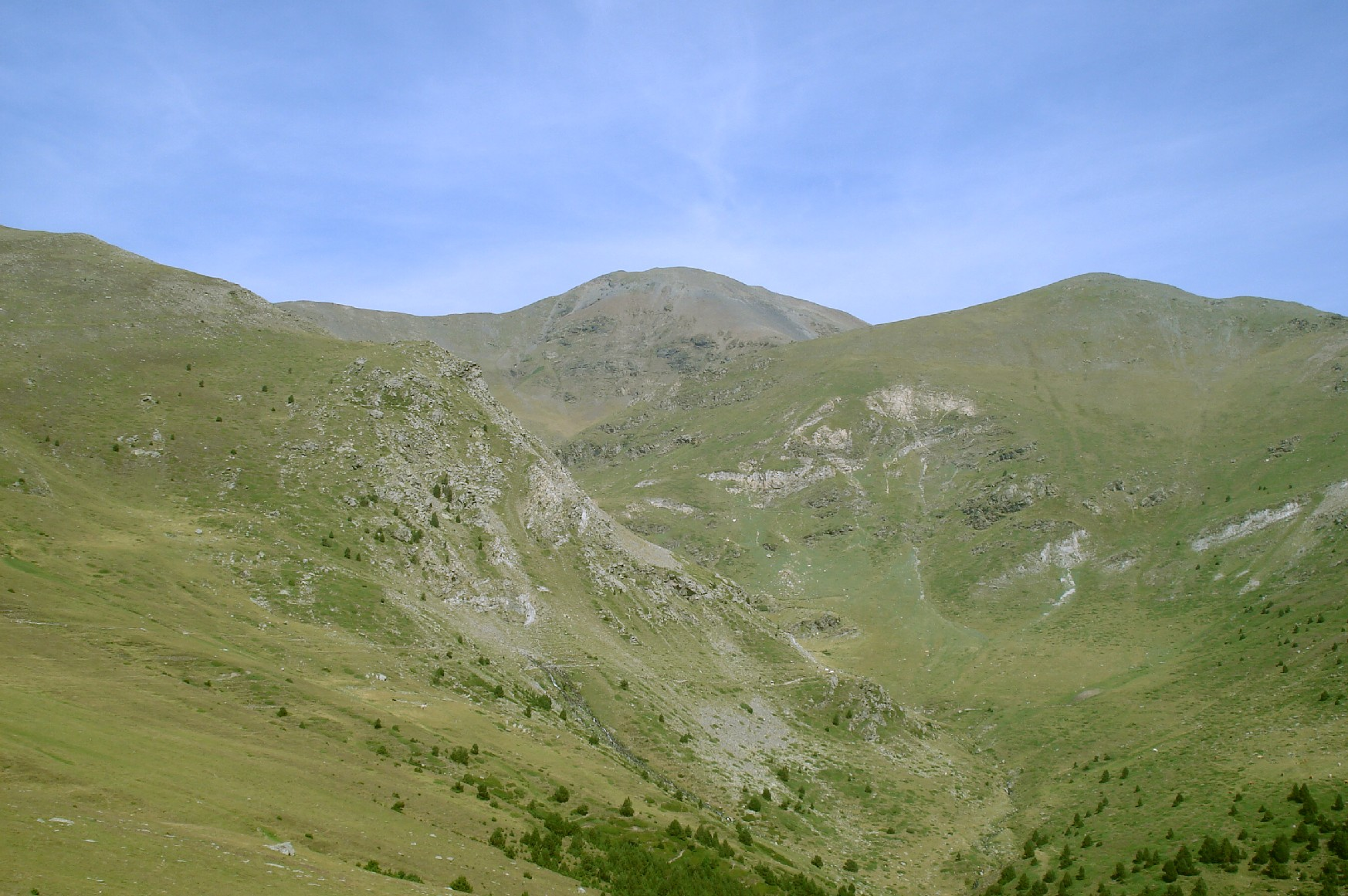
O Puigmal visto de Fontalba.